# Silhouette (álbum de Kenny G)
Silhouette es el quinto álbum de estudio por el saxofonista Kenny G. Fue lanzado por Arista Records en 1988, y alcanzó el número 1 en la lista de álbumes de jazz contemporáneo, el número 8 en el Billboard 200, y el número 10 en la tabla I + Discos B / Hip - Hop. 
A través de abril de 2011, el álbum ha vendido 25 millones a nivel internacional.

## Pistas
1. "Silhouette" (Kenny G) - 5:25
2. "Tradewinds" (Kenny G) - 4:12
3. "I'll Be Alright" (lead vocal: Andre Montague) (Douglas Cooper Getschal/Lyndie White) - 4:08
4. "Against Doctor's Orders" (Alan Glass/Kenny G/Preston Glass) - 4:44
5. "Pastel" (Kenny G/Preston Glass/Walter Afanasieff) - 5:44
6. "We've Saved the Best for Last" (lead vocal: Smokey Robinson) (Dennis Matkosky/Lou Pardini) - 4:20
7. "All in One Night" (Kenny G) - 5:19
8. "Summer Song" (Kenny G) - 4:34
9. "Let Go" (Kenny G) - 5:49
10. "Home" (Kenny G) - 4:20

## Singles
| Año  | Título                          | Posición              | Posición                            | Posición   |
| Año  | Título                          | US Adult Contemporary | US Hot R&B/Hip-Hop Singles & Tracks | US Hot 100 |
| ---- | ------------------------------- | --------------------- | ----------------------------------- | ---------- |
| 1988 | "Silhouette"                    | #2                    | #35                                 | #13        |
| 1989 | "Against Doctor's Orders"       |                       | #65                                 |            |
| 1989 | "We've Saved the Best for Last" | #4                    | #18                                 | #47        |